# Jelena Sjeremeteva
Jelena Sjeremeteva, född okänt år, död 1587, var en rysk kronprinsessa (tsetsarevna).  
Hon var dotter till Ivan Vasiljevitj Sjeremetev, och gifte sig 1581 med Tsarevitj Ivan Ivanovitj av Ryssland, son till tsar Ivan den förskräcklige. Hon blev gravid samma år. Under graviditeten anklagade hennes svärfar henne för att bära oanständiga kläder och började misshandla henne, vilket förorsakade ett missfall. Hennes make försökte försvara henne, och blev då mördad av sin far. Efter makes död placerades Jelena i kloster av sin svärfar. 